# Sequoiadendron giganteum
La sequoia gigante (Sequoiadendron giganteum [Lindley, Buchholz, 1939]), chiamata anche wellingtonia (in inglese Giant Sequoia o Sierra Redwood), è una pianta appartenente alla famiglia delle Cupressacee  (precedentemente classificata nelle Taxodiacee).
È diffusa spontaneamente solo in aree ristrette della Sierra Nevada, in California. Il Parco nazionale di Sequoia, situato circa 300 km a sud est di San Francisco, contiene la maggior parte degli esemplari di questa specie.

## Dimensioni e caratteristiche
Le sequoie giganti sono gli alberi più grandi del mondo in termini di volume: più massicce delle sequoie della California (Sequoia sempervirens), ma meno alte. Tuttavia solo sette esemplari di Sequoiadendron giganteum superano i 1200 m³ del Lost Monarch, un gigantesco esemplare di Sequoia sempervirens.
La sequoia gigante può raggiungere i 95 m di altezza ed avere un diametro basale molto allargato rispetto alla parte superiore al colletto, di quasi 9 m. Non si hanno informazioni certe sulla longevità di questi alberi, ma le analisi dendrocronologiche permettono di fissare per la massima età raggiunta un limite inferiore di circa 2 200 anni.
Il portamento è conico simmetrico, con i rami che scendono verso il basso. La corteccia è di colore rosso scuro. Ha foglie aghiformi (lesiniformi, quasi squamiformi), di colore verde scuro, lunghe 5–6 mm, che ricoprono tutto il rametto; i microsporofilli, di colore giallo-marrone, sono riuniti in amenti ascellari e terminali, i macrosprofilli sono verdi, in amenti apicati.
Gli strobili ovali di 6–8 cm per 4–5 cm di diametro sono ,costituiti da scaglie peltate, termine proveniente dal nome dell'antico scudo greco (in greco antico: πέλτη?, péltē), con scudo romboidale. Maturano in due anni.

## Utilizzo
Il legno della sequoia gigante è molto resistente alla decomposizione, ma è fibroso e fragile, quindi inadatto a uso edile.
Dall'ultimo ventennio del diciannovesimo secolo fino agli anni venti del ventesimo secolo molte sequoie vennero abbattute a scopo commerciale, ma con scarso guadagno visto che a causa della loro fragilità e all'altezza degli alberi stessi molti tronchi si frantumavano divenendo inutilizzabili. I boscaioli cercarono di attutire l'impatto con strati di rami tagliati da altri alberi, ma nonostante ciò fino al 50% del legname andava sprecato.
Il legno veniva perciò utilizzato solo per fabbricare staccionate, tegole in legno e perfino fiammiferi, uno scopo umile per un albero di una tale mole e questo spreco spinse l'opinione pubblica a richiedere la protezione di questi maestosi giganti.

## Sequoie giganti famose

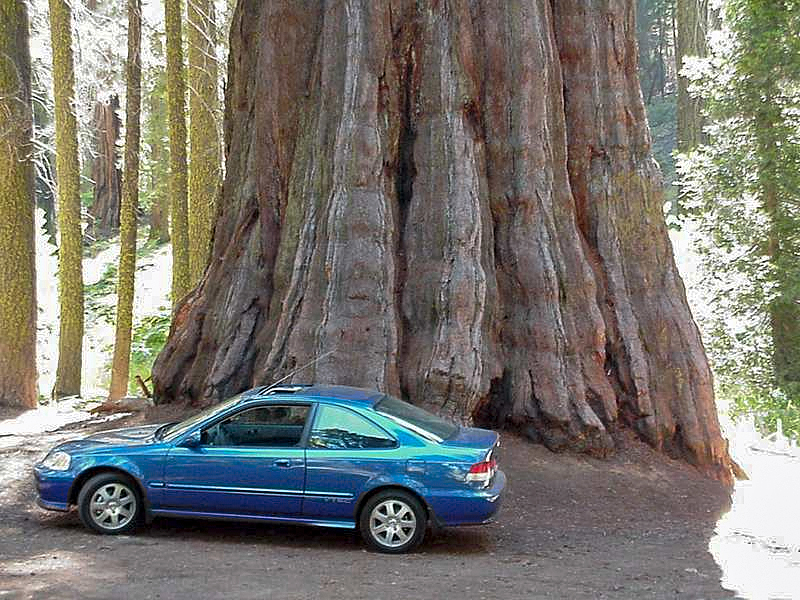
Sequoia gigante a confronto con un'automobile

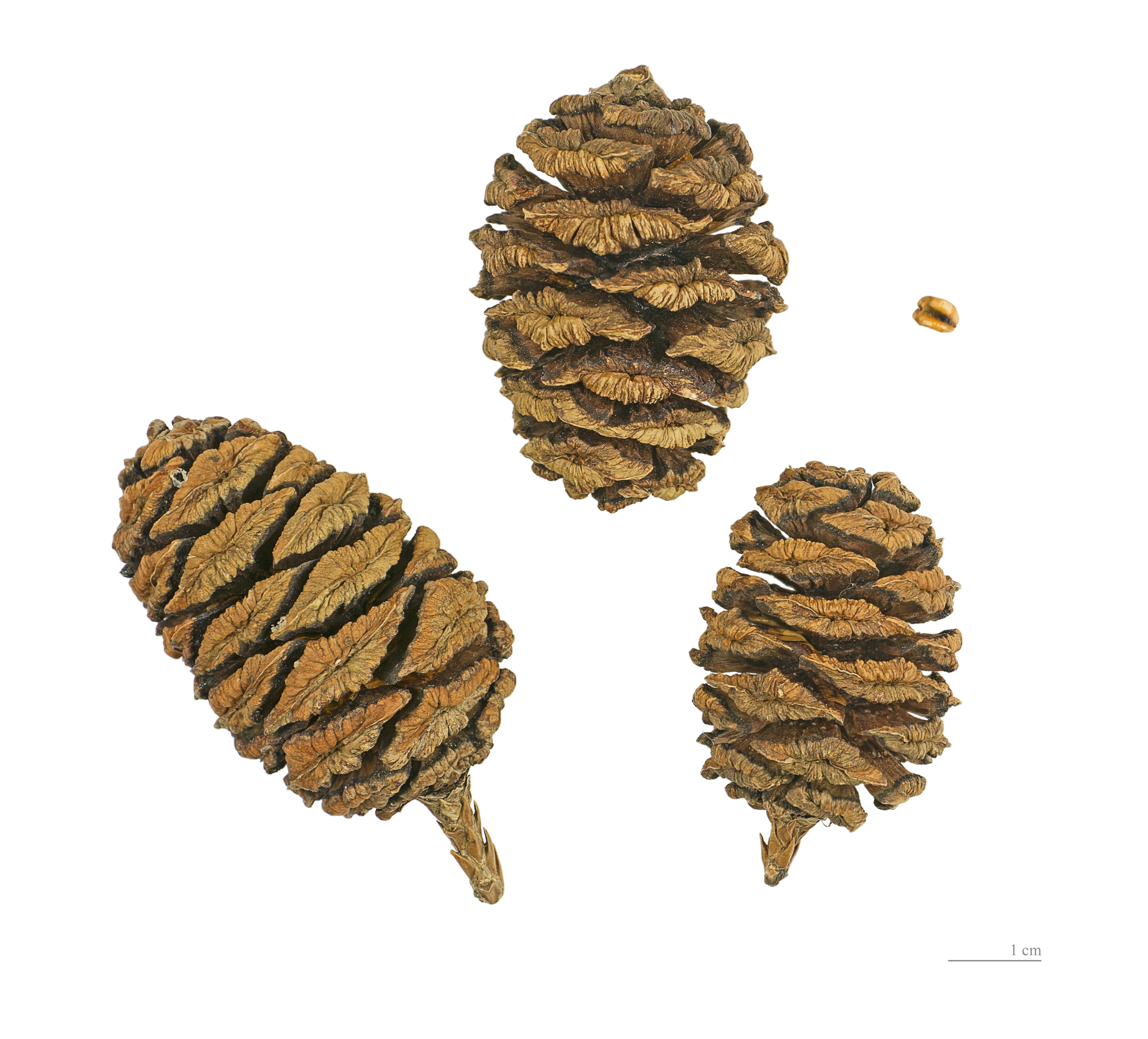
Sequoiadendron giganteum

Alle più grandi e più pittoresche sequoie giganti della California, che si trovano in parchi nazionali, è stato dato un nome, come alla sequoia chiamata Generale Sherman, alla Generale Grant, alla Capanna del pioniere, alla President, alla Lincoln, alla Grizzly Giant (nella foto) e alla Bull Buck. In particolare il Generale Sherman, con i suoi 32 m di circonferenza basale e i suoi quasi 85 m di altezza, è considerato uno tra gli esseri viventi più voluminosi della Terra. Il suo peso è stimato in circa 1910 tonnellate.
A Longarone (Belluno) esiste una sequoia gigante che porta il segno indelebile del disastro del Vajont: una grande scortecciatura lasciata dal passaggio dell'ondata devastatrice. L'ondata ha sradicato tutte le piante circostanti, ma la sequoia ha resistito. Nel 2017 la Regione Veneto l'ha dichiarata albero monumentale.
Una sequoia del parco-arboreto del castello di Sammezzano, nel comune di Reggello in Toscana, raggiunge i 46 metri ed è uno degli alberi più alti d'Italia. Nel parco sono presenti oltre 100 sequoie, di cui 57 superano i 35 metri d'altezza.